# Mutters
Mutters je obec v Rakousku ve spolkové zemi Tyrolsko v okrese Innsbruck-venkov. V obci žije přibližně 2 200 obyvatel.

## Geografie
Mutters leží šest kilometrů od Insbrucku na úpatí hory Saile (Nockspitze) v nadmořské výšce 830 m.
Obec má rozlohu 19km². Z toho 70 % tvoří lesy, 15,5 orná půda a 2,6 % zahrady.
Obec zahrnuje tři lokality (počet obyvatel k 1. lednu 2022):
- Kreith (193)
- Mutters (1638)
- Raitis (417)

Obec sousedí s obcemi Götzens, Innsbruck, Natters, Schönberg im Stubaital a Telfes im Stubai.

## Historie
Oblast kolem Mutters byla osídlena pravděpodobně v neolitu. Archeologické nálezy uren pocházejí z doby bronzové.
První písemná zmínka pochází z přelomu let 1115–1116. V roce 1727 část obce byla zničena požárem. V letech 1796–1797 a v roce 1809 byla obec postižena napoleonskými válkami.
V roce 1904 byla uvedena do provozu 18?16 km dlouhá železniční dráha Stubaitalbahn, která spojila obec s Innbruckem a obcí Fulpmes.

## Znak
Blason: Ve zlatě zelený hrot, v něm tři zlaté koule, jedna na dvou nad zlatou knihou.
Znak byl obci udělen 30. listopadu 1983. Špička ve znaku symbolizuje vrchol Saile (Nockspitze). Kniha a tři koule jsou atributy svatého Mikuláše, který je patronem obce. Vlajka je v barvě žlutozelené.